# Ceratostylis angiensis
Ceratostylis angiensis är en orkidéart som beskrevs av Johannes Jacobus Smith. Ceratostylis angiensis ingår i släktet Ceratostylis och familjen orkidéer. Inga underarter finns listade i Catalogue of Life.